# Marcelo Teixeira (dirigente esportivo)
Marcelo Pirilo Teixeira (Santos, 28 de abril de 1964) é um empresário, pró-reitor e dirigente esportivo brasileiro. É o atual presidente do Santos Futebol Clube.
Formado em Administração de Empresas na Fundação Lusíadas e Direito na UNIMES, elegeu-se presidente do Santos Futebol Clube pela primeira vez em 1991, período em que cumpriu mandato de dois anos; assumiu posteriormente o cargo de 2000 até 2009. Foi responsável pelo comitê organizador do Campeonato Mundial de Clubes da FIFA representando o Brasil, desde 2007.
Além de se destacar como dirigente esportivo, Teixeira é pró-reitor administrativo da Universidade Santa Cecília, de propriedade da sua família. Exerce o cargo de diretor-presidente do Sistema Santa Cecília de Rádio e Televisão Educativa. É também presidente da Santa Cecília Esportes, que contém a equipe com a maior força da Natação Brasileira Universitária do Brasil.
É autor do livro Revolution 9, que conta a biografia da nadadora santista Renata Agondi, morta enquanto tentava a travessia do Canal da Mancha, em 1988. Em 2018, publicou a autobiografia “Das arquibancadas à Presidência”.

## Biografia
Filho de Nilza Maria Pirilo Teixeira e Milton Teixeira, casou-se com Valéria Simões Teixeira e teve dois filhos.
Como prova de sua influência e articulação política na baixada santista, Teixeira foi condecorado com diversos títulos: Cidadão Emérito de Santos, Cidadão Emérito de Guarujá, Cidadão São-Bernardense, Troféu Cidade de Santos, Personalidade do Ano de Santos (1998 e 2000), Troféu Ernani Franco e medalha de Amigo da Marinha.
Também tornou-se membro da Academia Brasileira de Arte, Cultura e Esporte, da Academia Santista de Letras (cadeira Athiê Jorge Coury) e do Instituto Histórico e Geográfico de Santos (cadeira nº193).

## Presidência do Santos
Foi o presidente mais jovem da história do Santos. Conseguiu tirar o time de um jejum de 18 anos sem títulos, transformando o clube em um dos melhores e mais bem estruturados do país.
Desde criança, frequentava a Vila Belmiro ao lado de seu pai Milton Teixeira, que em 1983 assumiu a presidência do Peixe. Aos 20 anos, momento em que seu pai  ocupava o cargo de presidente do clube, assumiu o posto de assessor da presidência. Teixeira foi vice-presidente do clube em 1990 e 1991.
Tornou-se presidente em 1991, em mandato de dois anos. 
No fim de 1999 elegeu-se novamente presidente do Santos, em uma passagem que se mostrou vitoriosa: conquistou dois Campeonatos Brasileiros (2002 e 2004) e dois vice-campeonatos (2003 e 2007); também dois Campeonatos Paulista (2006 e 2007) e dois vices (2000 e 2009); além do vice-campeonato da Taça Libertadores da América (2003). 
Depois do título conquistado em 2002, a segunda geração dos Meninos da Vila, estrelada por Diego, Robinho e Elano, trouxe notoriedade de volta ao Santos. Para o ano seguinte, Teixeira manteve a base campeã e comandou o clube nos vice-campeonatos da Libertadores da América e do Brasileirão de 2003. Ainda neste ano, inaugurou o museu do Santos FC, uma antiga reivindicação dos Alvinegros Praianos.
Em 2004, o Santos, sob o comando técnico de Vanderlei Luxemburgo e político-administrativo de Teixeira, conquistou novamente o Campeonato Brasileiro.
Em 2006 e 2007 conquistou o bicampeonato Paulista.
Alguns de seus feitos fora de campo são a inauguração do museu do Santos Memorial das Conquistas Milton Teixeira, que se tornou um dos principais pontos turísticos da cidade, e o CT Rei Pelé, além do CEPRAF (Centro de Excelência em Prevenção e Recuperação de Atletas de Futebol), que conta com aparelhagem de alto nível e equipamentos de ponta no mercado mundial. O CT Meninos da Vila é outra opção de campos para treinamentos, utilizado pelas categorias de base do Peixe.
O sucesso como dirigente esportivo fez com que Teixeira fosse escolhido para representar o Brasil no comitê organizador do Campeonato Mundial de Clubes da FIFA, desde 2007.
Em 18 de dezembro de 2017 foi eleito presidente do Conselho Deliberativo do Santos Futebol Clube.
Foi o 31º, 34º e 41º presidente do Santos Futebol Clube. Em seu primeiro mandato (1991-1993) foi precedido por Antônio Aguiar Filho e sucedido por Miguel Kodja Neto, já em seu segundo mandato (2000 a 2009) foi precedido por Samir Jorge Abdul-Hak e sucedido por Luiz Álvaro de Oliveira Ribeiro. Ao assumir pela terceira vez, após pleito em que venceu com 53% do voto dos associados, sucedeu Andrés Rueda. Seu vice é Fernando Bonavides.

### Títulos
Futebol masculino
- Campeonato Paulista: 2006, 2007
- Campeonato Brasileiro: 2002, 2004
- Copa Paulista: 2004
- Campeonato Brasileiro - Série B: 2024

Futebol feminino
- Copa do Brasil: 2008, 2009
- Liga Nacional: 2007
- Copa Libertadores da América de Futebol Feminino: 2009
- Copa Mercosul: 2006
- Campeonato Paulista: 2007
- Liga Paulista: 2009
- Copa Paulista: 2024